# Depressió tropical u (2009)
La depressió tropical u va ser el primer cicló tropical que es va desenvolupar a la temporada d'huracans a l'Atlàntic del 2009. Per tercer any consecutiu, es va formar una tempesta abans de l'inici de la temporada, car va ser declarada depressió tropical el 28 de maig de 2009. Després d'haver-se format en una àrea de baixes pressions a les costes de Carolina del Nord, la depressió tropical u es va desenvolupar sobre el Corrent del Golf. Després d'arribar a vents de 55 km/h i a una pressió mínima de 1006 hPa, la depressió va començar a debilitar-se a causa de la cisalla del vent i de la freda temperatura superficial del mar. Durant la tarda del 29 de maig, la convecció associada amb el sistema va ser desplaçada significativament del centre de circulació; aquest fet va dur al Centre Nacional d'Huracans a emetre l'avís final sobre la depressió que s'havia degradat en àrees de baixa pressió. Com un ciclons tropicals, la depressió tropical u no va provocar efectes a terra ferma; tanmateix, la precursora de la depressió menor va dur pluges i ràfegues de vents a algunes parts de la costa de l'estat de Carolina del Nord. El trajecte, la formació i la durada van ser similars a la tempesta tropical u de la temporada d'huracans a l'Atlàntic de 1940.

## Història meteorològica

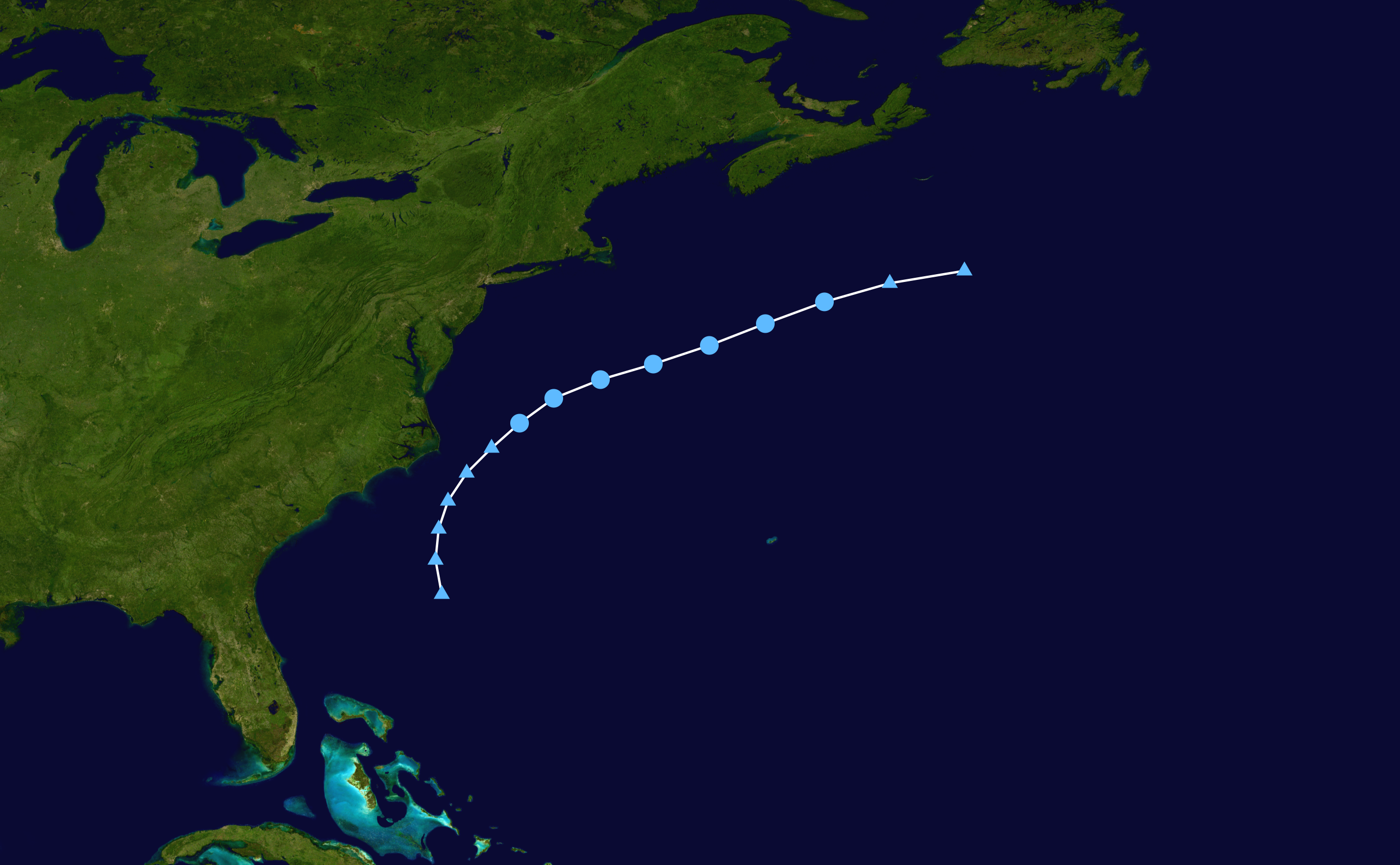
Recorregut de la depressió tropical u.

La depressió tropical u es va formar en una àrea de baixes pressions el 25 de maig a prop de les Bahames. En direcció nord, el sistema va començar a organitzar-se. El 27 de maig, el Centre Nacional d'Huracans (CNH) va emetre un comunicat amb les seves prediccions sobre la depressió localitzada a 195 quilòmetres al sud del Cap d'Hatteras (Carolina del Nord). També va declarar que el sistema tenia poques possibilitats de reforçar-se en forma de cicló tropical car preveia que es dirigiria progressivament a aigües més fredes. Una àrea d'alta pressió situada al sud-est del sistema es dirigia cap al nord-est. Aiguats i tempestes elèctriques es van associar amb el sistema desorganitzat. Degut a la possibilitat de desenvolupament, una missió de reconeixement d'un caçador d'huracans va ser posada en mode d'espera per a un possible enlairament pel sistema al voltant de 2 pm EDT. Durant la tarda del 27 de maig, el sistema es va tornar cada cop més desorganitzat, el que dugué a prendre la decisió de cancel·lar el vol del caça huracans cap a la tempesta. El CNH va emetre el seu pronòstic final sobre la repressió a les 8 pm EDT (0000 UTC 28 del maig) mentre el sistema es trobava a 150 km a l'est del Cap d'Haterras, puix que no s'esperava el desenvolupament de la depressió en tempesta.
El 28 de maig, el CNH va tornar a emetre els seus pronòstics sobre el sistema, ja que la convecció començà a desenvolupar-se ràpid. Al voltant de les 11:30 am EDT (1500 UTC), se l'assignà el nom de depressió tropical u quan estava localitzada a 500 km (310 mi) al sud de Providence (Rhode Island). Després d'ésser classificada, la depressió va mostrar una activitat convectiva profunda, amb el centre de la circulaciósituat a l'extrem nord-est. El redesenvolupament del sistema va ser el resultat de la baixa cissalla del vent i de les aigües càlides de fins a 26 °C (78,8 °F) de les Corrent del Golf. Amb el pas de les hores, la convecció va començar a disminuir mentre la depressió es dirigia a una zona de cisalla i aigües més fredes. Durant aquell temps, el sistema es va incorporar dins dels vents de l'oest entre la cresta subtropical al sud-est i un tàlveg al nord-oest. Al voltant de les 7:30 pm EDT (2330 UTC), un satèl·lit QuickSCAT va passar sobre la depressió tropical i quantificar vents amb forces de tempesta tropical; tanmateix, es va determinar que els vents havien estat afectats per la pluja i, per tant, no representaven la veritable intensitat de la depressió. Després que el satèl·lit va passar sobre la depressió, el centre de circulació va estar exposat parcialment al nord-est i la zona de convecció associada amb la depressió disminuí.

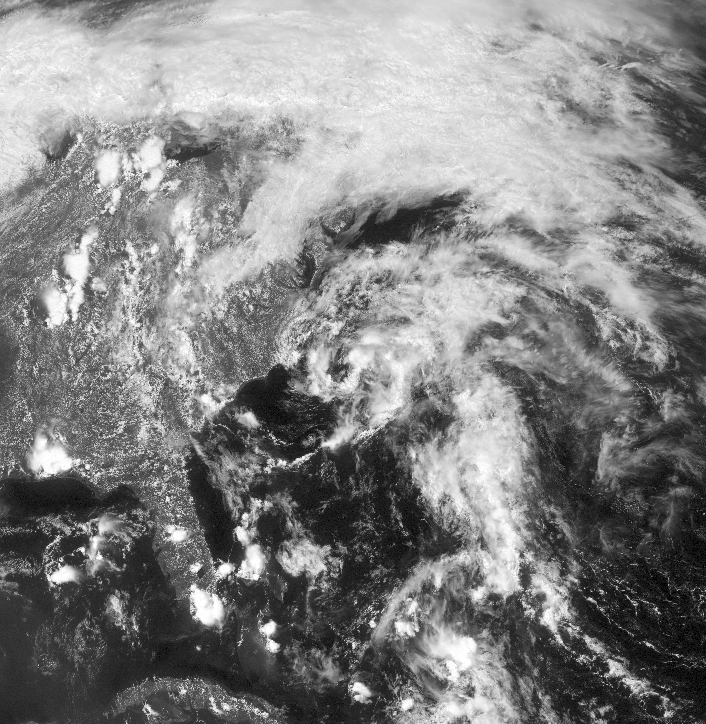
El precursor de la depressió tropical u el 27 de maig, causant aiguats a la costa de Carolina del Sud.

Al matí del 27 de maig, la depressió tropical u quasi va obtenir l'estatus de tempesta tropical, amb una intensitat estimada, utilitzant la tècnica Dvorak, de 2,5T, o 65 km/h; tanmateix, les estimacions van ser tant baixes com 1,5 T, per tant la intensitat de la depressió va romandre a 55 km/h (35 mph). Després d'una gran ruptura en l'activitat convectiva durant la matinada, les pluges i les tempestes elèctriques, persistiren fins a les 3:00 am EDT (0700 UTC). Situat a l'extrem del Corrent del Golf, les probabilitat que s'intensifiqués en una tempesta tropical eren nul·les. Amb el pas del matí, el centre de circulació es va exposar completament per la força de cisalla del vent, a través d'un apropament que va començar a absorbir la petita depressió. Les restes de la convecció associada amb el sistema va ser desplaçada cap al sud-est. Sense que es formés una convecció al voltant de la depressió, va degenerar en una àrea de baixes pressions, durant la tarda del 29 de maig. El Servei Nacional d'Huracans ja preveia que la depressió entraria en una transició de depressió extratropical abans del 30 de maig, fins a dissipar-se en aigües obertes al sud-oest de Nova Escòcia. A les 5:00 pm EDT (2100 UTC) el CNH va emetre el seu avís final sobre la depressió tropical u. Les restes de la depressió persistiren fins a dissipar-se totalment a les 2 am EDT (0600 UTC) quan van ser absorbides per un front temperat. El trajecte, la formació i la durada van ser similars a la tempesta tropical u de la temporada d'huracans a l'Atlàntic del 1940.

## Preparació, impacte i records
Les restes de la depressió tropical u van produir pluges minses en algunes zones de Carolina del Nord durant el 27 de maig. Les precipitacions a Hatteras van ser de 2,54 mm (0,1 polzades) el 27 de maig, amb vents sostinguts de fins a 24 km/h. La pressió del nivell del mar registrada en relació amb el sistema va ser de 1009 hPa. L'ascens del vent al llarg de les zones costaneres de l'estat eren possible en relació amb la vora de la depressió.
Quan la depressió tropical es va formar el dia 28 de maig, es va registrar per tercer cop des de 1851, quan els registres fiables a la conca atlàntica començaren, que una tempesta es formava abans de la temporada per tercer anys consecutius, després que la tempesta subtropical Andrea que es va formar el maig de 2007 i la tempesta tropical Arthur que es va formar el maig de 2008. La primera tempesta que es va forma fora de temporada, va ser l'any 1932, 1933 i 1934, i, la segona va ser en els anys 1951, 1952 i 1953.